# Бекетовское сельское поселение (Ульяновская область)
Беке́товское се́льское поселе́ние — муниципальное образование в составе Вешкаймского района Ульяновской области. Административный центр — село Бекетовка.  

## Население
| 2010  | 2012  | 2013  | 2014  | 2015  | 2016  | 2017  |
| ----- | ----- | ----- | ----- | ----- | ----- | ----- |
| 1855  | ↘1816 | ↘1755 | ↘1689 | ↘1646 | ↘1609 | ↘1582 |
| 2018  | 2019  | 2020  | 2021  |       |       |       |
| ↘1557 | ↘1523 | ↘1478 | ↘1081 |       |       |       |

## Состав сельского поселения
В состав поселения входят 2 населённых пункта — 2 села.
| № | Населённый пункт  | Тип населённого пункта       | Население |
| - | ----------------- | ---------------------------- | --------- |
| 1 | Бекетовка         | село, административный центр | 1225      |
| 2 | Старое Погорелово | село                         | 630       |